# فلیندرسیاواران
فلیندرسیاواران (نام علمی: Flindersioideae) نام یک زیرخانواده از تیره سدابیان است.